# Porcheville
Porcheville ist eine französische Gemeinde mit 3.167 Einwohnern (Stand: 1. Januar 2022) im Département Yvelines in der Region Île-de-France. Sie gehört zum Arrondissement Mantes-la-Jolie und zum Kanton Limay. Die Einwohner nennen sich Porchevillois.

## Geografie
Porcheville liegt etwa 47 Kilometer westlich von Paris am rechten Ufer der Seine. Porcheville wird umgeben von den Nachbargemeinden Guitrancourt im Norden, Issou im Osten und Nordosten, Mézières-sur-Seine im Süden und Südosten, Guerville im Südwesten, Aubergenville im Süden sowie Gargenville im Westen. 

## Bevölkerungsentwicklung
| 1962                       | 1968 | 1975 | 1982 | 1990 | 1999 | 2006 | 2012 | 2021 |
| -------------------------- | ---- | ---- | ---- | ---- | ---- | ---- | ---- | ---- |
| 1119                       | 1779 | 2456 | 2740 | 2596 | 2502 | 2522 | 3094 | 3162 |
| Quellen: Cassini und INSEE |      |      |      |      |      |      |      |      |

## Sehenswürdigkeiten

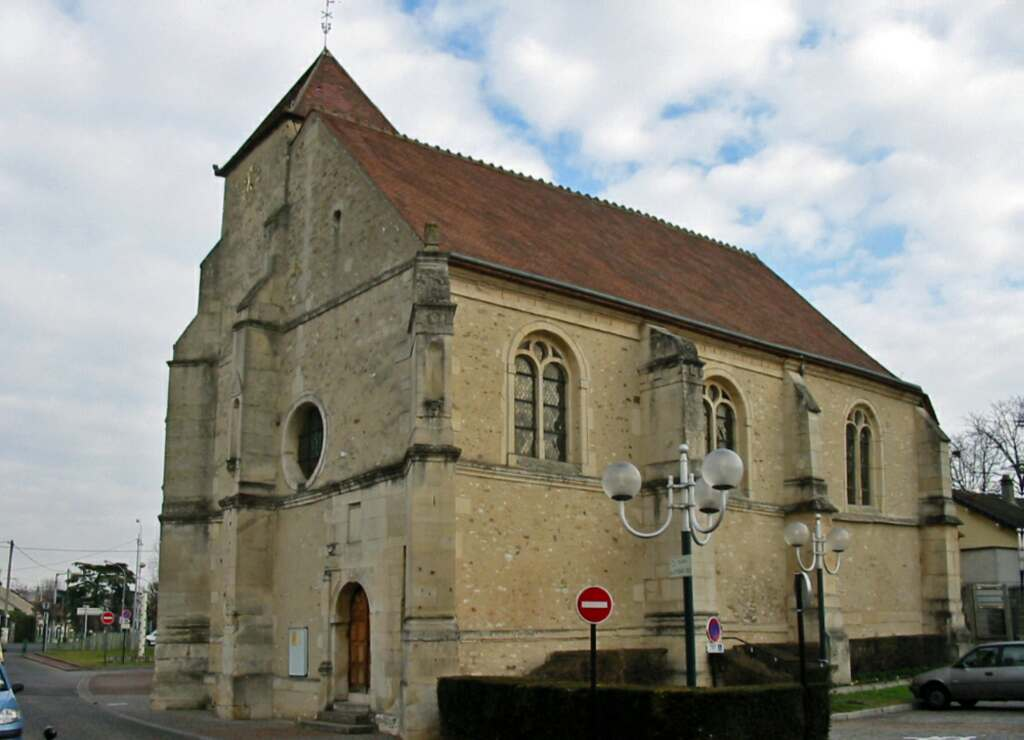
Kirche Saint-Séverin-Saint-Fiacre

- Kirche Saint-Séverin-Saint-Fiacre, im 13. Jahrhundert erbaut

## Infrastruktur
In der Gemeinde befindet sich das Wärmekraftwerk Porcheville an der Seine (Energieträger: Kohle) und ein Jugendgefängnis mit 60 Plätzen.

## Persönlichkeiten
- Pierre Loutrel (1916–1946), Schwerkrimineller